# Museu Nacional del Palau

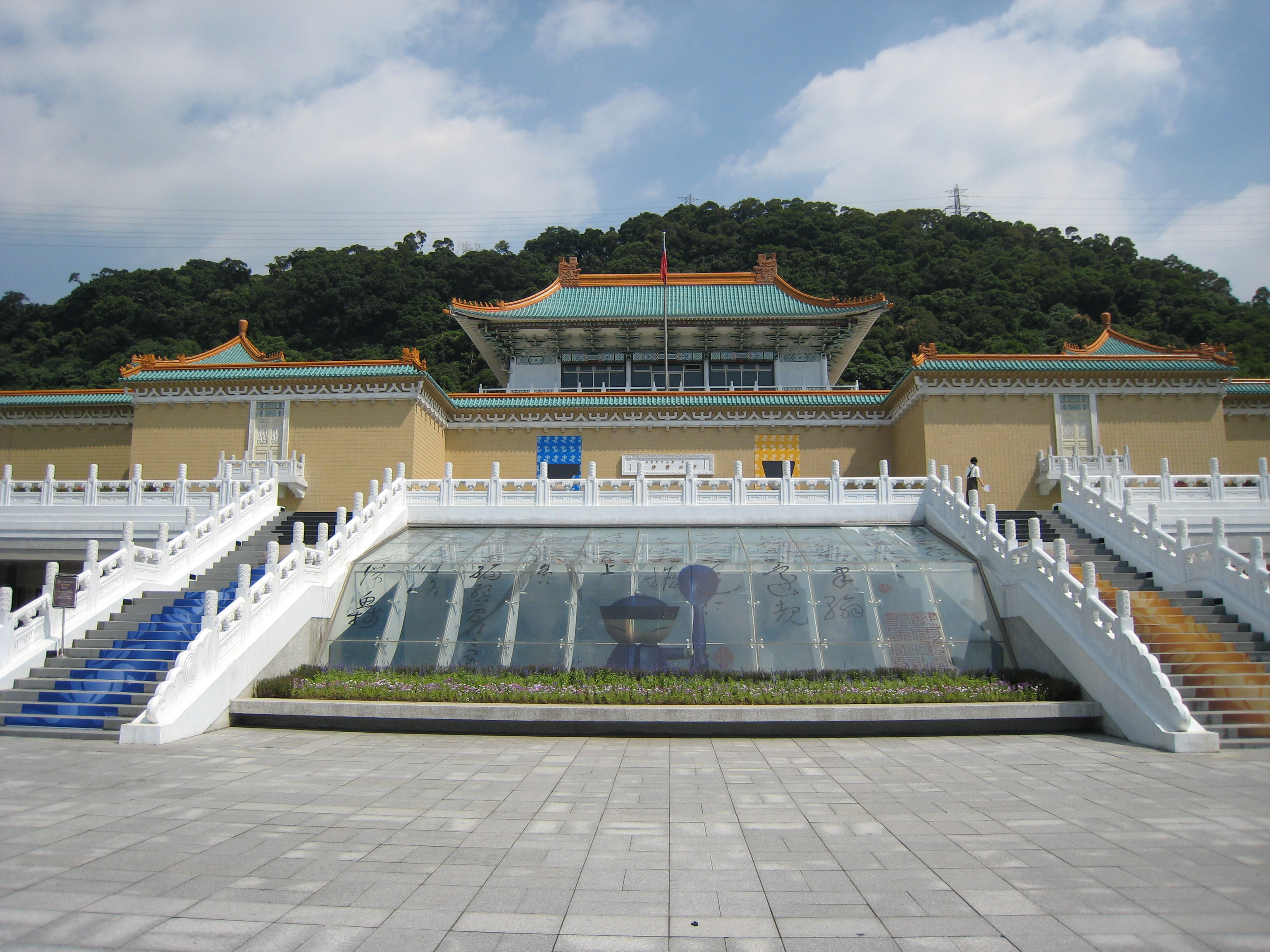
Façana del museu.

El Museu Nacional del Palau és un museu d'art situat a la ciutat de Taipei a Taiwan. És el museu nacional de la República de la Xina i alberga una col·lecció permanent de més de 697.490 peces d'artefactes i artesanies antigues xineses, una de les més grans del món. La col·lecció del museu compta amb objectes que abasten 8.000 anys d'història xinesa, des de l'era neolítica fins al període modern.
La major part de la seva col·lecció està composta per peces d'alta qualitat reunides per diferents emperadors xinesos. Aquestes col·leccions es van traslladar a diversos llocs abans d'establir-se finalment a l'actual Shilin, Taipei, i crear allí el museu el 1965, convertint-lo en un dels més grans del seu tipus al món.
El Museu Nacional del Palau no ha de ser confós amb el Museu del Palau (cal notar l'absència del terme "nacional"), localitzat a l'interior de la Ciutat Prohibida a Pequín, capital de la República Popular de la Xina. Ambdues institucions comparteixen les mateixes arrels, que van ser dividides en dues com a resultat de la Guerra civil xinesa.

## Història

### Ciutat Prohibida

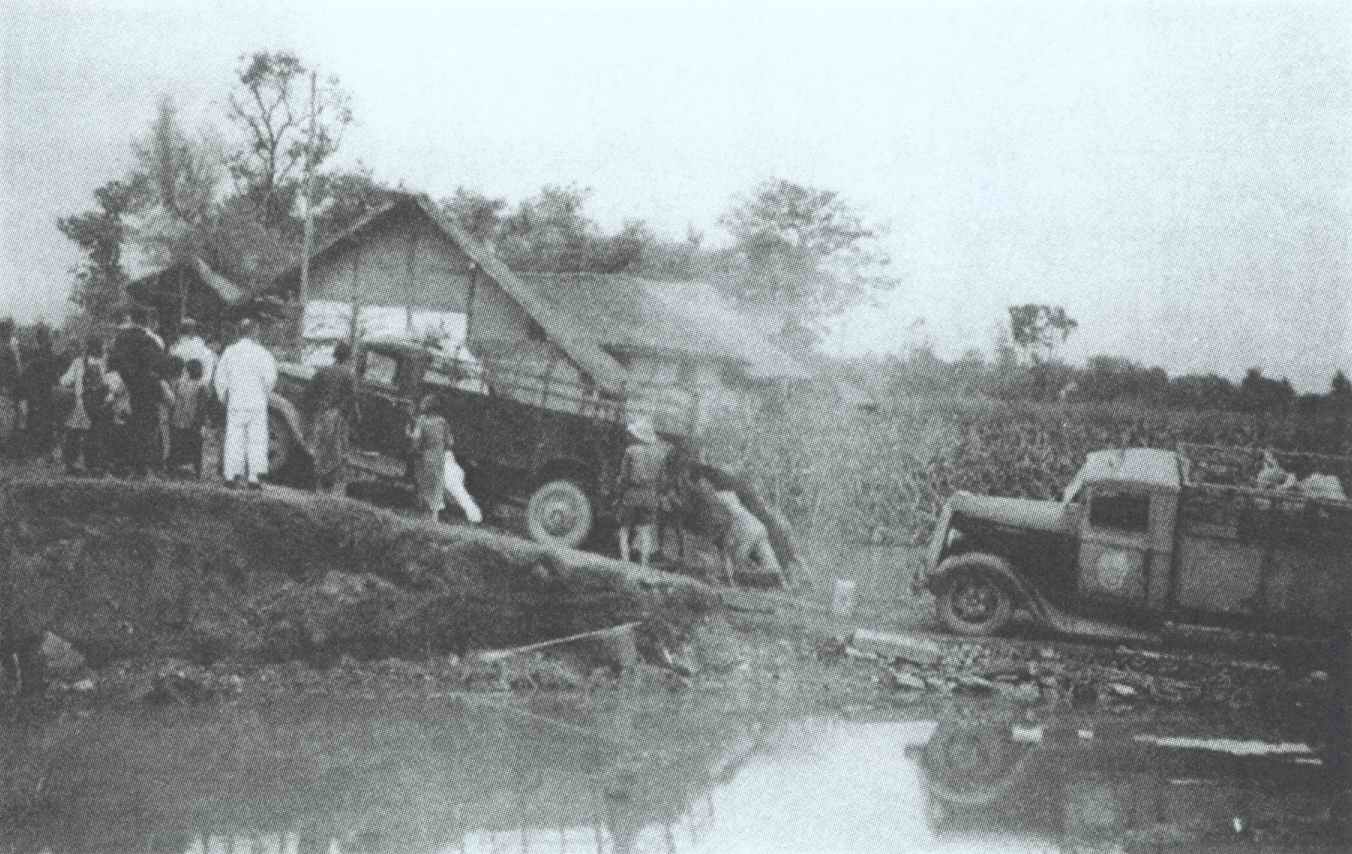
El tresor del Museu Nacional del Palau és evacuat davant l'avenç de les forces japoneses a la dècada de 1930

El Museu Nacional del Palau es va establir originalment com a Museu del Palau a la Ciutat Prohibida el 10 d'octubre de 1925, poc després de l'expulsió de Puyi, l'últim emperador de Xina, de la Ciutat Prohibida pel senyor de la guerra Feng Yuxiang. Les peces del museu consistien en objectes de valor de l'antiga família imperial.
El 1931, poc després de l'Incident de Mukden, el Govern Nacional de Chiang Kai-shek va ordenar al museu que fes preparatius per evacuar les seves peces més valuoses fora de la ciutat per evitar que caiguessin en mans de l'Exèrcit Imperial Japonès. En conseqüència, del 6 de febrer al 15 de maig del 1933, les 13.491 caixes del Museu del Palau i les 6.066 caixes d'objectes de l'Oficina d'Exposició d'Objectes Antics, del Palau d'Estiu i de l'Acadèmia Imperial Hanlin van ser traslladades a cinc grups a Xangai.
El 1936, la col·lecció va ser traslladada a Nanquín una vegada finalitzada la construcció del magatzem al monestir taoista del Palau Chaotian. A mesura que l'Exèrcit Imperial Japonès avançava terra endins durant la Segona Guerra Sino-Japonesa, que es va entrellaçar amb el conflicte major de la Segona Guerra Mundial, la col·lecció va ser traslladada cap a l'oest per tres rutes a diversos llocs, entre ells Anshun i Leshan, fins a la rendició del Japó el 1945. El 1947, va ser enviada de nou al magatzem de Nanquín.

### Taiwan
La guerra civil xinesa es va reprendre després de la rendició dels japonesos, cosa que va acabar provocant la decisió del generalíssim Chiang Kai-shek d'evacuar les obres d'art a Taiwan, que havia estat lliurat a la República de la Xina el 1945. Quan el conflicte va empitjorar en 1948 entre els exèrcits comunista i nacionalista, el Museu Nacional del Palau de Beijing i cinc institucions més van prendre la decisió d'enviar algunes de les peces més preuades a Taiwan. Hang Li-wu, posterior director del museu, va supervisar el transport de part de la col·lecció en tres grups des de Nanquín fins al port de Keelung, Taiwan, entre desembre de 1948 i febrer de 1949. Quan els objectes van arribar a Taiwan, l'exèrcit comunista ja havia aconseguit el control de la col·lecció del Museu Nacional del Palau de Beijing, per la qual cosa no tota la col·lecció va poder ser enviada a Taiwan. Un total de 2.972 caixes d'artefactes de la Ciutat Prohibida traslladades a Taiwan representaven només el 22% de les caixes transportades originalment al sud, encara que les peces representaven algunes de les millors de la col·lecció. La col·lecció principal i aquest 78 % que no es va traslladar a Taiwan encara forma part del museu original a Beijing, el Museu del Palau.
Tres enviaments de Nanquín a Keelung entre 1948 i 1949:
| Institucions                                           | Nombre de caixes als enviaments | Nombre de caixes als enviaments | Nombre de caixes als enviaments | Total |
| Institucions                                           | 1                               | 2                               | 3                               | Total |
| ------------------------------------------------------ | ------------------------------- | ------------------------------- | ------------------------------- | ----- |
| Museu Nacional del Palau de Beijing                    | 320                             | 1.680                           | 972                             | 2.972 |
| Museu Central Nacional                                 | 212                             | 486                             | 154                             | 852   |
| Biblioteca Central Nacional                            | 60                              | 462                             | 122                             | 644   |
| L'Institut d'Història i Filosofia de l'Acadèmia Sínica | 120                             | 856                             |                                 | 976   |
| Ministeri d'Afers Exteriors                            | 60                              |                                 |                                 | 60    |
| Biblioteca Nacional de Beijing                         |                                 | 18                              |                                 | 18    |
| Total                                                  | 772                             | 3.502                           | 1.248                           | 5.522 |

### Gestió conjunta
La col·lecció del Museu Nacional del Palau de Beijing, de l'Oficina Preparatòria del Museu Nacional Central, de la Biblioteca Nacional Central i de la Biblioteca Nacional de la Xina es va emmagatzemar en un magatzem ferroviari a Yangmei després del transport a través de l'estret de Taiwan i posteriorment es va traslladar a un magatzem en un trapig prop de Taichung. El 1949, el Iuan Executiu va crear l'Oficina de Gestió Conjunta del Museu Nacional del Palau de Beijing, de l'Oficina Preparatòria del Museu Nacional Central i de la Biblioteca Nacional Central, per supervisar l'organització de la col·lecció. Per raons de seguretat, l'Oficina de Gestió Conjunta va triar el poble de muntanya de Beigou, situat a Wufeng, Taichung, com a nou lloc d'emmagatzematge de la col·lecció. L'any següent, la col·lecció emmagatzemada al molí de sucre de canya va ser transportada al nou emplaçament de Beigou.
Amb la reincorporació de la Biblioteca Nacional Central el 1955, la col·lecció de la Biblioteca Nacional de Beijing es va incorporar simultàniament a la Biblioteca Nacional Central. L'Oficina de Gestió Conjunta del Museu Nacional del Palau de Beijing i l'Oficina Preparatòria del Museu Nacional Central va romandre a Beigou deu anys més. Durant aquesta dècada, l'oficina va obtenir una subvenció de la Fundació Àsia per construir una sala d'exposicions a petita escala a la primavera de 1956. La sala d'exposicions, inaugurada el març de 1957, estava dividida en quatre galeries on era possible exposar més de 200 peces.

### Palau de Taipei
A la tardor de 1960, l'oficina va rebre una subvenció de 32 milions de nous dòlars taiwanesos de l'Agència dels Estats Units per al Desenvolupament. El govern de la República de Xina (ROC) també va contribuir amb més de 30 milions de nous dòlars taiwanesos per establir un fons especial per a la construcció d'un museu al suburbi de Waishuanxi, a Taipei. La construcció del museu de Waishuanxi va finalitzar l'agost de 1965. El nou recinte museístic va ser batejat com a "Museu Chung-Shan" en honor del pare fundador de la ROC, Sun Yat-sen, i es va obrir al públic per primera vegada en el centenari del naixement de Sun Yat-sen. Des de llavors, el museu de Taipei gestiona, conserva i exposa les col·leccions del Museu Nacional del Palau de Beijing i de l'Oficina Preparatòria del Museu Nacional Central.

### Problemes de seguretat
L'agost del 2022, les maniobres dels exèrcits xinesos de l'EPL al voltant de Taiwan van suscitar preocupació per la possible seguretat dels artefactes del museu. L'exdirectora Chou Kung-shin va instar a crear un pla per emmagatzemar-los als túnels de les muntanyes properes. Quan es van enviar originalment a Taiwan, els artefactes es van emmagatzemar en túnels a Taichung durant la dècada de 1950 abans de ser traslladats a Taipei, on finalment es va construir el museu.
L'octubre del 2022, es va revelar que tres objectes de les dinasties Ming i Qing, suposadament valorats en 77 milions de dòlars, havien estat danyats. En resposta a les indagacions, el museu va admetre que es van trobar dues tasses de te trencades al febrer i abril d'aquell any, i un plat va caure al maig. El director Wu Mi-cha va sospitar que les tasses de te podrien haver-se fet malbé a causa d'unes pràctiques d'emmagatzematge insatisfactòries, que el museu està treballant per millorar.

## Relació amb la RPC
Durant les dècades de 1960 i 1970, el Museu Nacional del Palau va ser utilitzat pel Kuomintang per donar suport a la seva reivindicació que la República de Xina era l'únic govern legítim de tota la Xina, en el sentit que era l'únic preservador de la cultura tradicional xinesa al mig del canvi social i la Revolució Cultural a la Xina continental, i tendia a emfatitzar el nacionalisme xinès.
El govern de la República Popular de la Xina (RPC) ha dit durant molt de temps que la col·lecció va ser robada i que pertany legítimament a la Xina, però Taiwan ha defensat la seva col·lecció com un acte necessari per protegir les peces de la destrucció, especialment durant la Revolució Cultural. Tot i això, les relacions entorn d'aquest tresor s'han relaxat en els últims anys i el Museu del Palau de Beijing ha accedit a prestar relíquies al Museu Nacional del Palau per a exposicions des del 2009. El conservador del Museu del Palau, Zheng Xinmiao, ha declarat que els artefactes que es troben tant als museus de la Xina continental com als de Taiwan són "patrimoni cultural de la Xina que pertany conjuntament als pobles d'un i altre costat de l'estret de Taiwan".

## Edificis del museu

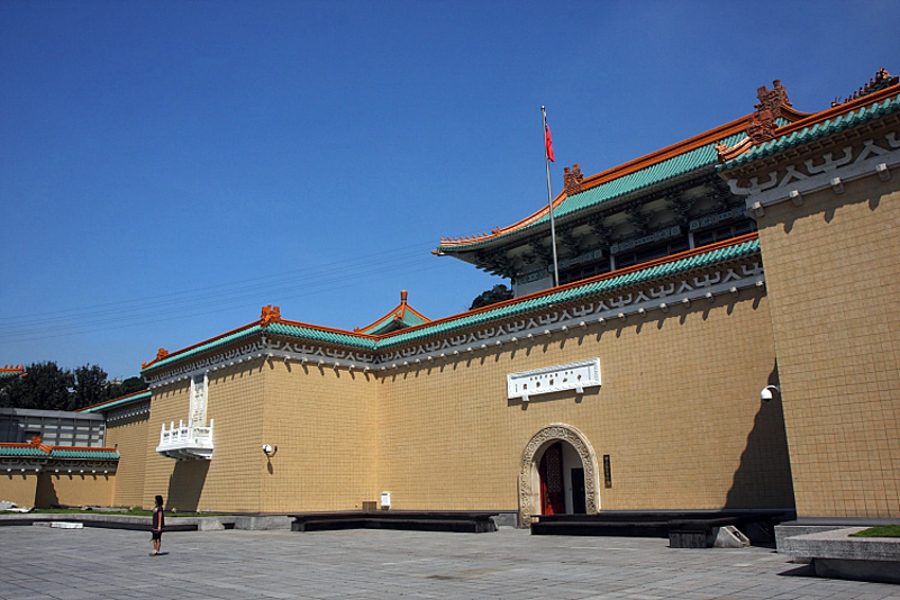
Edifici principal de la Secció Nord del Museu Nacional del Palau

### Secció nord
L'edifici principal del Museu Nacional del Palau de Taipei va ser dissenyat per Huang Baoyu i construït entre març de 1964 i agost de 1965. A causa de l'espai insuficient per exposar més de 600.000 artefactes, el museu va haver de fer ampliacions el 1967, 1970, 1984 i 1996. El 2002, el museu es va sotmetre a una important renovació de 21 milions de dòlars per fer-ho més espaiós i modern. La renovació va tancar aproximadament dos terços de la secció del museu i aquest va reobrir oficialment les seves portes al febrer de 2007.
Les exposicions permanents de pintura i cal·ligrafia roten una vegada cada tres mesos. En un moment donat es poden contemplar unes 3000 peces de la col·lecció del museu. Tot i que breus, aquestes exposicions són extremadament populars. El 2014, el museu va organitzar les tres exposicions més concorregudes de tot el món, que incloïen pintures i obres cal·ligràfiques de Tang Yin, així com representacions de l'emperador Qianlong de la dinastia Qing reinterpretades per artistes contemporanis.

### Secció sud

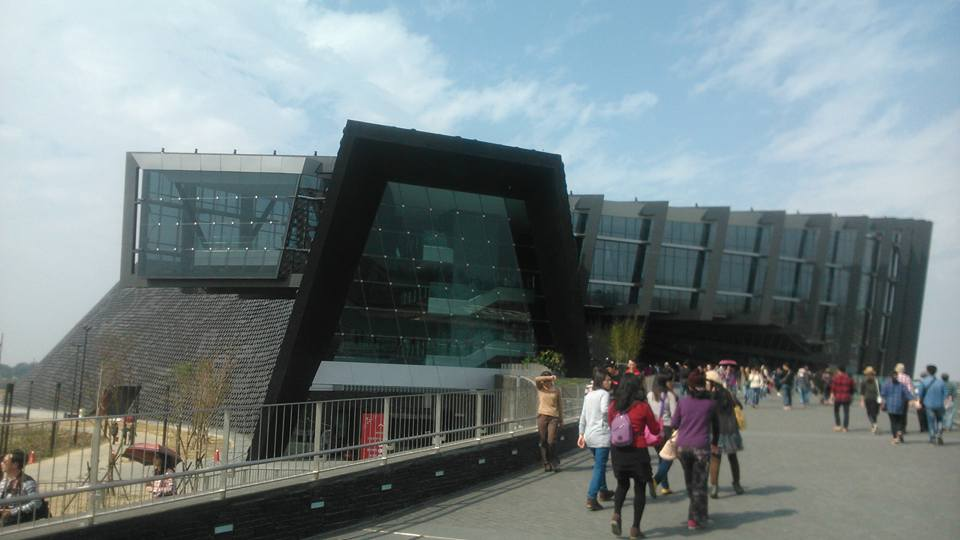
La Secció Sud del Museu Nacional del Palau

La Secció Sud del Museu Nacional del Palau es troba a Taibao (Comtat de Chiayi, Taiwan) i ocupa un terreny de 70 hectàrees (700.000 2 ). Als terrenys també hi ha un llac i un jardí d'estil asiàtic. La planificació de la secció sud va començar l'any 2000. L'edifici havia de ser dissenyat per l'arquitecte Antoine Predock i es va començar a construir el 2005. No obstant això, a causa dels greus retards en la construcció i de les disputes entre els contractistes i el museu, l'empresa es va retirar el 2008. La llavors directora del museu, Chou Kung-shin, va declarar a l'agost de 2010 que el nou arquitecte Kris Yao iniciaria el projecte, la construcció del qual finalitzaria el 2015. El projecte va costar 7900 milions de nous dòlars taiwanesos (268 milions de dòlars) i es va estendre per 70 hectàrees (700.000 2 ). El mateix museu, de 9000 metres quadrats en total, va ser dissenyat per l'empresa taiwanesa Artech Inc. i és alhora antisísmic i resistent a les inundacions. Després de la seva gran inauguració el 28 de desembre del 2015, l'edifici va patir filtracions d'aigua que van obligar al tancament l'abril del 2016. La secció sud va tornar a obrir el 23 d'agost del 2016, un cop finalitzades les reparacions per solucionar els problemes de fuites d'aigua.

## Categories en les col·leccions
Les peces del Museu Nacional del Palau es classifiquen en les següents categories:
- Bronzes: 6.225
- Ceràmiques: 25.555
- Jades: 13.478
- Gots de laca: 767
- Gots d'esmalt: 2.520
- Escultures: 663
- Instruments d'escriptori: 2.379
- Monedes: 6.953
- Objectes diversos: 12.978
- Tèxtils: 1.571
- Pintures: 6.580
- Obres de cal·ligrafia: 3.707
- Llibres d'estudi cal·ligràfic: 495
- Tapissos i brodats: 308
- Ventalls: 1.880
- Llibres rars: 212.169
- Documents dels arxius de Ch'ing: 386.863
- Documents en manxú, mongol i tibetà: 11.501
- Segells: 898